# Udruga streličara "Vitez Zrinjski" Breze
Udruga streličara "Vitez Zrinjski" Breze je hrvatska športska udruga iz Breza kod Tuzle, BiH. Primarno se bavi streličarstvom.

## Povijest
Osnovni motiv osnivanja udruge je druženje. Osnivači su htjeli napraviti nešto novo što nemaju na svojim prostorima, a da bi privukli veći broj ljudi. Polučili su uspjeh, a djeca su najveći simpatizeri. Udruga se osim športom bavi i drugim aktivnostima kao što su briga za okolicu, kulturom, izgradnjom igrališta u MZ Ljubače.  Predsjednik udruge je Danijel Pejić.
Ideja za osnivanje potekla je iz sjećanja na djetinjstvo i igre lukom i strijelom. Idejni tvorci predstavili su zamisao prijateljima pravnicima, članovima HDZ-a BiH Tuzla. Prihvatili su ideju i krenulo se kreirati statut udruge. Izabrali su ime Zrinjski jer je vezano za ovdašnje krajeve u mnogim stvarima, najviše u športskim klubovima, jer već su imali kuglački klub slična imena, kao i nogometni, a sada i streličarski. Osnivači su dodali još i ime Vitez. Izabran je povijesni grb, čiji je tvorac Danijel Pejić osmislio u 4 minute.
Statut je napisan uz veliki trud prijatelja, i krenulo se u registraciju kluba. 27. studenoga 2015. udruga je dobila rješenje Ministarstva pravde BiH o upisu u registar udruge i moglo se krenuti s aktivnostima. Kod prijatelja blizu Varaždina Danijel i Mato Pejić otišli su vidjeti streličarsku opremu i vlastitim sredstvima kupili su opremu za udrugu. Udruga je dobila rješenje o registraciji 30. studenoga 2015. godine. Po dobivanju registracije otišli su na natjecanje, premda nisu imali natjecatelja. Odlazak je bio prvenstveno radi prezentiranja svog kluba ostalim klubovima, izviđanja formata natjecanja i opreme. Još istog mjeseca krenuli su s promotivnim aktivnostima u osnovnim školama „Ljubače“ i „Kiseljak“. Trajale su do veljače 2016. godine. S nastavnicima tjelesnog odgoja dogovoreno je napraviti dvije radionice da bi djeci prezentirali streličarstvo kao šport. Direktor osnovne škole „Ljubače“ ustupio je športsku dvoranu da bi se mogli odvijati treninzi. Osnivači su planirali preurediti prostor devastirane bivše kuglane na Ljubačama.

## Medalje
Na prvom službenom natjecanju u Sarajevu udruga je osvojila zlatnu medalju, nakon samo mjesec i pol dana priprema. Draž pobjede je jer su ju postigli s puno lošijom opremom od ostalih natjecatelja i sa samo 4 strijelice, pobijedivši natjecatelje koji treniraju preko 5 godina.

## Vanjske poveznice
- Streličari Vitez Zrinjski Breze Facebook